# Dinah Lenney
Dinah Lenney (Englewood (New Jersey), 18 november 1956) is een Amerikaanse actrice.
Lenney is het meest bekend van haar rol als verpleegster Shirley in de televisieserie ER waar zij in 74 afleveringen speelde (1995-2009).

## Biografie
Lenney haar ouders scheidden in 1958 en na een tijd hertrouwde haar moeder, en op zestienjarige leeftijd nam zij wettelijk de naam van haar stiefvader Lenney aan. Lenney studeerde in 1978 af met een bachelor of arts in amerikanistiek aan de Yale-universiteit in New Haven (Connecticut). Zij heeft het acteren geleerd aan de Neighborhood Playhouse in New York. 
Lenny is getrouwd waaruit zij een zoon en dochter heeft, en leeft met haar gezin in Los Angeles.

## Filmografie

### Films
- 2007 The Happiest Day of His Life – als Elaine Hawthorne
- 2002 Strange Hearts – als deelneemster Easy Money
- 1994 The Puppet Masters – als monteur
- 1994 Babyfever – als Roz
- 1993 Mr. Jones – als griffier
- 1989 Three Fugitives – als verslaggeefster

### Televisieseries
Uitgezonderd eenmalige gastrollen.
- 1995-2009 ER – als verpleegster Shirley – 74 afl.
- 1991 Baby Talk – als Baby Lisa – 3 afl.
- 1989 A Fine Romance – als Friday Forrester – 13 afl.

- International Standard Name Identifier: 0000 0000 3561 2884
- Library of Congress Control Number: n2006014797
- Nationale Bibliotheek van Israël: 987007441461705171
- Virtual International Authority File: 36340316
- WorldCat: E39PBJjT3G8FCcyc7gfTtG78md